# Onston
Onston är en by i civil parish Crowton, i distriktet Cheshire West and Chester, i grevskapet Cheshire, i England. Byn är belägen 6 km från Northwich. Onston var en civil parish från 1866 till 1892 då den blev en del av Crowton. Civil parish hade 93 invånare år 1881.